# Малинчик, Альбина Сергеевна
Малинчик Альбина Сергеевна (род.18 декабря 1991 года, г. Владивосток) — спортсменка, серебряный призёр I Кубка Азии по КУДО в абсолютной женской категории (Владивосток, 2014), Чемпион России по КУДО (Москва, 15.02.2015), бронзовый призёр Чемпионата России по кёкусинкай карате в женской категории до 65 кг (IKO-1, Новосибирск, 2011). Мастер спорта России (кёкусинкай), кандидат в мастера спорта России (самбо).
Малинчик А. С. по состоянию на апрель 2025 года является лейтенантом медицинской службы в запасе. Кроме восточных единоборств, увлекается поэзией, вязанием, художественной росписью.
Квалификация: кёкусинкай (IKO-1) — 2 кю, КУДО — 2 кю.

## Видео ссылки
Альбина Малинчик Чемпионка России по кудо 2015